# Ely Culbertson
Ely Culbertson (n. 22 iulie 1891, Poiana Vărbilău, România – d. 27 decembrie 1955, Brattleboro, Vermont, Statele Unite ale Americii) a fost un expert româno-american de bridge.

## Biografie
Ely Culbertson s-a născut la Poiana Vărbilău, România, la 22 iulie 1891, părinții săi fiind inginerul american de mine Almon Culbertson, și soția acestuia, rusoaica / cazaca Xenia Rogoznaia.
A fost un inovator al teoriei bridge-ului prin două cărți importante în domeniu despre principiile licitației și respectiv ale jocului de levată. Culbertson a enunțat principiile apropierii și cel al simetriei, inovative în jocul de bridge. A editat publicația "The World Bridge", care apare și azi. A jucat în meciuri între echipe care s-au bucurat de un larg ecou împotriva echipei conduse de Sidney Lenz și într-un meci de răsunet SUA-Anglia, primul de acest fel. A avut-o ca parteneră pe soția sa, Josephine, prima mare jucătoare a acestui sport. Culbertson a fixat și regulile jocului de canasta, scriind un manual al acestui popular joc de cărți.

## Lucrări publicate
- Contract Bridge Blue Book sur les enchères (1930)
- Contract Bridge Red Book sur le jeu de la carte (1934)
- The Strange Lives of One Man (1940)
- The World Federation Plan (1942)
- Total Peace (1943)
- Must We Fight Russia? (1946)
- Culbertson on Canasta: a Complete Guide for Beginners and Advanced Players With the Official Laws of Canasta (1949)